# Stazione di San Giacomo di Teglio
La stazione di San Giacomo di Teglio è una fermata ferroviaria posta sulla linea R12, a servizio della località di San Giacomo, frazione del comune di Teglio.

## Storia
La stazione di San Giacomo di Teglio venne attivata all'apertura della linea, nel 1902.
Nel 1974, all'atto del passaggio della linea allo Stato, la stazione fu privata degli impianti di sicurezza e segnalamento e trasformata in fermata, con gli scambi bloccati in attesa della loro definitiva eliminazione.

## Movimento
La stazione è servita da treni regionali della linea R12 Sondrio-Tirano.
Il servizio è svolto da Trenord nell'ambito del contratto di servizio stipulato con la Regione Lombardia.

## Servizi
La stazione dispone di:
- Sala d'attesa
- Annuncio sonoro per la partenza e per l'arrivo dei treni
- Parcheggio auto, bici e moto
- Fermata autobus extraurbani